# Collège pontifical grec de Rome
Pour le Collège grec antérieur fondé par Léon X et Janus Lascaris, voir Collège grec du Quirinal (el).

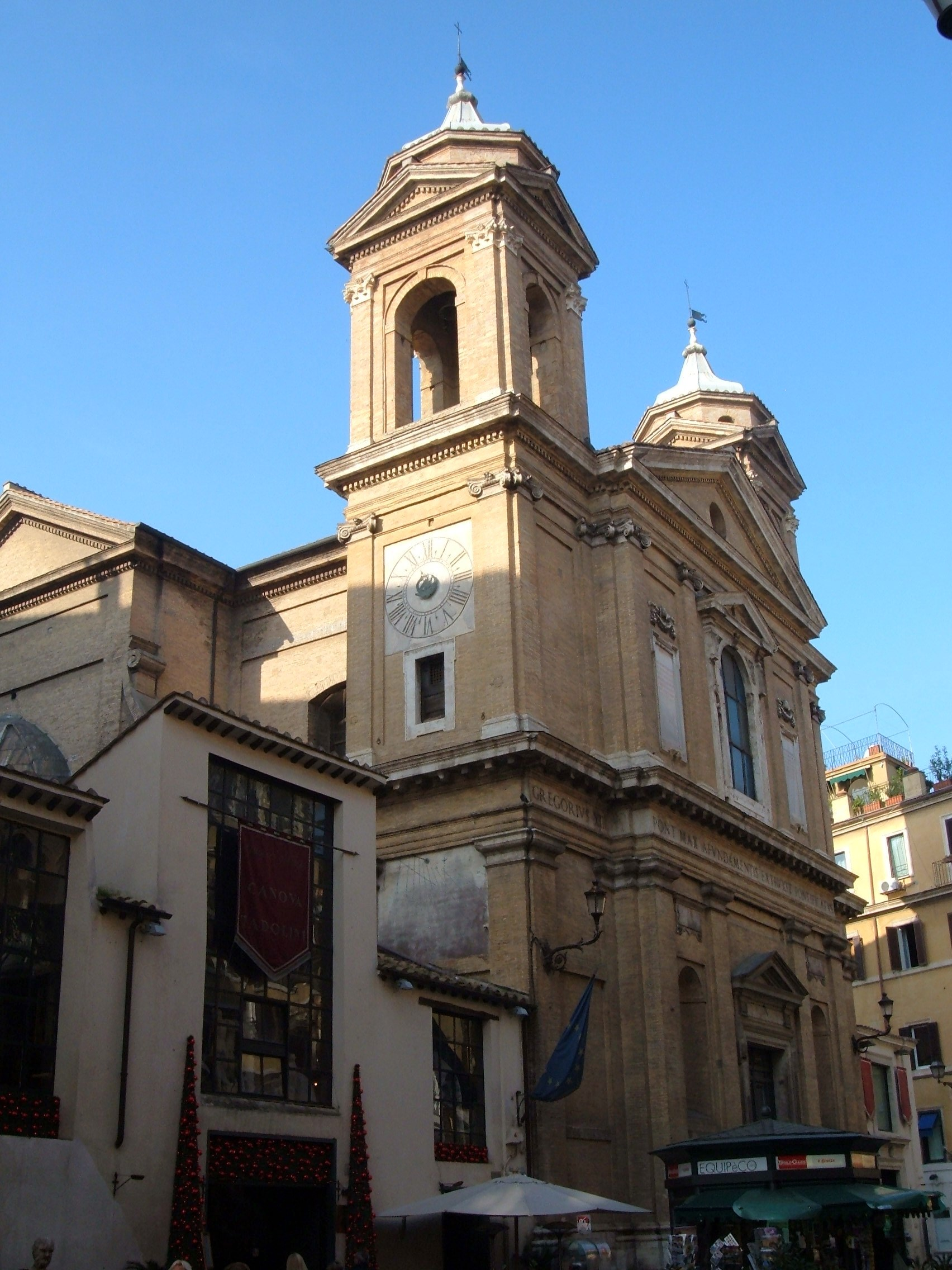
L'église Saint-Athanase est l'église du collège grec

Le Collège pontifical grec (ou Collège Saint Athanase des Grecs) est une institution académique et résidence pour prêtres et séminaristes catholiques de rite byzantin, sise au no 149 de la via del Babuino, à Rome. Fondé en 1577 par le pape Grégoire XIII il accueille des étudiants grecs, roumains, bulgares, arabes (melchites), serbes et d’autres nationalités, ce qui les unit étant le rite byzantin. Des étudiants orthodoxes y sont également reçus. Longtemps dirigé par les jésuites le collège grec est aujourd’hui sous la responsabilité des bénédictins orientaux de Chevetogne.

## Histoire
Désireux de venir en aide aux chrétiens grecs qui, avec la chute de l’empire de Byzance et l’occupation des Balkans par les Turcs ont perdu tout point de référence culturelle et religieuse, Grégoire XIII fonde le Collège grec : c’est la bulle In Apostolicae Sedis specula du 13 janvier 1577. Avec le collège il fait construire l’Église Sant'Atanasio dei Greci qui lui est adjacente. Grégoire XIII souhaite un rapprochement avec les Églises orthodoxes, et cela passe par une bonne connaissance de la langue et culture grecques. La nouvelle institution académique aidera moines et prêtres grecs, ainsi que ceux qui enseignent la langue et culture grecque, tout en mettant en pratique les directives du concile de Trente sur une meilleure formation du clergé. Le collège grec s’ajoute à des institutions similaires récemment fondées à Rome: le Collège romain (1551), le Collège germanique (1552) et d’autres. 
Un demi-siècle plus tard le pape Urbain VIII, par la Constitution Universalis Ecclesiae Regiminis (23 novembre 1624), en modifie les statuts pour en faire un séminaire pour étudiants grecs-catholiques originaires des territoires sous contrôle de Venise et de l’empire ottoman. Un nombre limité de places est réservé aux Italo- ou Albano-grecs (présents en Sicile). Le nombre d'étudiants varie au fil des ans mais par manque de fonds il ne dépasse jamais la cinquantaine. Durant les quatorze premières années le cardinal Antonio Santori, conseiller du pape pour les questions orientales et cardinal protecteur du collège grec, nomme les recteurs, qui sont proviennent parfois du clergé parfois du laicat.  
Le 20 septembre 1591, sur l'insistance de Santori et malgré la résistance du Supérieur général, Claudio Acquaviva, Grégoire XIV confie le collège grec aux jésuites. Dix ans plus tard des désaccords profonds entre le recteur et le nouveau cardinal protecteur (Benedetto Giustiniani) obligent les jésuites à se retirer (1604). Le collège passe entre les mains des pères Somasques (1604-1609) puis des Dominicains. En 1622 les jésuites sont rappelés. Ils dirigeront le collège jusqu’à la suppression de la Compagnie de Jésus en 1773. Le 30 octobre 1622, le premier nouveau recteur est un jésuite grec et brillant théologien: le père Andreas Eudaemon-Joannes. De toute l’histoire du collège il sera le seul d’origine grecque. 
Des prêtres diocésains romains dirigent l’institution de 1773 jusqu'en 1802. Le collège est ensuite fermé. Rouvert en 1845, il est d’abord confié au clergé diocésain puis à des religieux, les jésuites de la province de Rome (de 1890 à 1897) et ensuite les moines bénédictins, à partir de 1897. 
La décision de Léon XIII, en 1897, est une véritable ‘refondation’ du collège grec. Reformulant les objectifs du collège, Léon XIII souhaite changer les attitudes de l’Église latine vis-à-vis des Églises et rites orientaux. L’abbé primat de l'Ordre bénédictin, alors Hildebrand de Hemptinne, remplace également le cardinal protecteur. Depuis 1956 les bénédictins orientaux de l’abbaye de Chevetogne (Belgique) en ont la responsabilité.
Dans son histoire récente le collège a reçu des étudiants grecs, italo-grecs, italo-albanais, arabes (melkites), roumains, bulgares, serbes, hongrois, ukrainiens, ruthènes, y compris de la diaspora. Des étudiants orthodoxes sont également admis.

## Orientation
Dès sa fondation, Grégoire XIII accorde au collège le pouvoir de conférer des grades académiques, y compris le doctorat. Durant les premières années, les enseignants sont des professeurs rémunérés. Lorsque les Jésuites en prennent la direction les étudiants sont envoyés au Collège romain, où ils reçoivent leur doctorat. Les controverses dogmatiques entre Catholicisme et Orthodoxie y sont particulièrement traitées. Des cours de latin sont donnés uniquement à ceux qui ne connaissaient rien à la langue. Mais il y avait surtout des cours de grec classique, et pour le grec contemporain des anciens étudiants étaient chargés d’initier les nouveaux venus.
Conformément aux statuts d’Urbain VIII, en vigueur jusqu'à Léon XIII, les exercices et pratiques religieuses des étudiants se faisaient en latin même s’ils avaient le choix de se faire ordonnés dans le rite byzantin, et pour l’Église grecque. Ils suivaient la messe quotidienne latine; les dimanches et durant le temps pascal la messe latine était suivie d’une liturgie grecque. La communion sacrée sous les deux espèces se faisait seulement à Noël, à Pâques et à la Pentecôte. 
Outre les séminaristes, le collège admettait à résidence des élèves payants, comme le faisaient à l’époque plusieurs collèges de Rome. Les internes, principalement de l'Église latine, n’étant pas séminaristes n'avaient pas les mêmes obligations que les aspirants au sacerdoce et dépendaient directement du recteur et non pas d’autres autorités subalternes. Au fil du temps, ces privilèges furent significativement réduits.

## Évaluation
Déjà aux XVIIe et XVIIIe siècles se posait la question de savoir si le collège grec répondait bien aux objectifs fixés Pr le Saint-Siège. Beaucoup d’étudiants retournaient à la vie civile, certains dans leurs pays, mais d’autres s’installaient à Padoue ou Venise pour y poursuivre des études civiles. 
Par ailleurs, du collège grec sont sortis d’excellents théologiens et spécialistes de la langue et culture grecque tels Leo Allatius (Leone Allazio) et Petrus Arcudius et d’efficaces apôtres, tel Kosmas Maurudes. Beaucoup d'évêques et quelques métropolites Ruthènes furent formés au Collège grec.